# Allée couverte des Jeannetières

Schema Galeriegrab

Die Allée couverte des Jeannetières liegt 300 m östlich des Dorfes Le Liet, am Rande des Weges von Trégomar im Westen nach Plédéliac im Osten. Der Fundort befindet sich im Département Côtes-d’Armor in der Bretagne in Frankreich. 200 Meter entfernt liegt Saint-Rieul.
Das Bodendenkmal wurde 1895 von Victor Leconiat entdeckt.
Die Nord-Süd orientierten Reste des Galeriegrabes liegen auf einen Wall in einer Hecke. Ein Dutzend Blöcke sind als Reihe sichtbar. Die meisten scheinen Tragsteine der gleichen Seite der Galerie zu sein.
- Block 1: Höhe 1,6 m, Breite in der Mitte 1,1 m, Dicke 0,6 m.
- Block 2: Höhe 1,2 m, Breite oben 0,5 m, unten 0,8 m; Dicke oben, 0,45 m. (Es ist unmöglich, seine Dicke an der Basis zu bestimmen).
- Block 3: Höhe 1,1 m, Breite, 2,25 m, durchschnittliche Dicke 0,35 m.
- Block 4: Höhe 0,9 m, Breite, 1,7 m, die Dicke variiert von 0,8 bis 0,2 m.
- Säule am Eingang zum Feld: Höhe, 0,8 m, Breite, 1,3 m, durchschnittliche Dicke, 0,5 m.
- Zwei weitere Blöcke befinden sich in der zweiten Reihe der Pfeiler der Einfahrt etwa 1,2 m von den anderen Blöcken entfernt.
- Ein 1,42 m langer, 0,8 m breiter, durchschnittlich 0,54 m dicker Deckstein liegt auf dem Boden.
- Ein zweiter, halb vergrabener Deckstein liegt in Richtung der Erde der Hecke am Boden.

Die Länge der Blöckegruppe beträgt etwa 10,0 Meter. Der Abstand des ersten Blocks zum am Boden liegenden Deckstein beträgt 1,55 m; die des 2. zum 3. Block 0,75 m. Zwischen dem letzten Stein im Norden und dem am Straßenrand liegen 16,4 m. Der Damm wurde vor langer Zeit zwischen den beiden Feldern errichtet.
Der Menhir von Guihalon befindet sich im Wald nördlich von Trégomar.